# ملك مصر والسودان
ملك مصر والسودان هو اللقب الذي استخدمه العاهل المصري في الفترة من 16 أكتوبر 1951 حتى إلغاء الملكية في 18 يونيو 1953.
عدل البرلمان المصري في عام 1951 الدستور بالقانون رقم 176 الصادر في 16 أكتوبر 1951 لينص على أن لقب الملك يجب أن يكون "ملك مصر والسودان" بدلاً من " ملك مصر وسيد النوبة والسودان وكردفان ودارفور"، وجاءت هذه الخطوة في أعقاب قرار رئيس الوزراء الوفدي النحاس باشا بإلغاء المعاهدة الإنجليزية المصرية لعام 1936 من جانب واحد. كان الهدف من تغيير لقب الملك فاروق الأول هو تعزيز مطالبات مصر بالسودان، الذي كان تحت سيادة مشتركة أنجلو-مصرية منذ عام 1899.
استخدم القوميون المصريون هذا اللقب منذ فترة طويلة للتأكيد على رغبتهم في وحدة وادي النيل. على سبيل المثال، استقبل الطلاب المصريون المغتربون في فرنسا فاروق الأول خلال جولته في أوروبا عام 1937 بإعلان "يعيش ملك مصر والسودان"، وبحسب ما ورد صرخ أحد أعضاء البرلمان قائلاً "يعيش جلالة الملك ملك مصر والسودان!" خلال حفل تتويج فاروق الأول، إلا أن اللقب لم يكن ذا أي صفة قانونية قبل عام 1951، وكان فاروق الأول رسميًا "سيدًا للسودان" (وليس ملكًا) حتى قرار الحكومة الوفدية بتغيير لقبه. كان لقب "ملك السودان" مجرد تشريفًا، حيث لم يكن للملك المصري سيطرة فعلية على السودان الذي كانت تديره المملكة المتحدة. اعترض البريطانيون على اللقب ولم يعترفوا به، زاعمين أن مصر بحاجة إلى احترام حق الشعب السوداني في تقرير المصير. كما رفضت العديد من الدول الأخرى الاعتراف بفاروق الأول "ملكًا للسودان"، أبرزها الولايات المتحدة، وكذلك الفاتيكان.
الملك الآخر الوحيد الذي استخدم رسميًا لقب "ملك مصر والسودان" إلى جانب فاروق الأول كان ابنه الرضيع فؤاد الثاني. تم استخدام اللقب لفترة وجيزة جدًا، حيث تم إلغاء النظام الملكي المصري في 18 يونيو 1953. تم استخدام العنوان كطبعة إضافية لفترة وجيزة على العديد من طوابع البريد المصري، كما حملت العديد من الطوابع الموجودة التي تظهر صورة فاروق الأول نقش "ملك مصر والسودان". 

## أنظر أيضا
- ملك مصر
- قائمة حكام مصر
- تاريخ السودان في عهد محمد علي وخلفائه